# Moncel-sur-Vair
Moncel-sur-Vair település Franciaországban, Vosges megyében. Lakosainak száma 180 fő (2022. január 1.). Moncel-sur-Vair Coussey, Maxey-sur-Meuse és Soulosse-sous-Saint-Élophe községekkel határos.

## Népesség
A település népességének változása:
| Lakosok száma | 211  | 207  | 209  | 201  | 198  | 196  | 192  | 190  | 180  |
|               | 2013 | 2015 | 2016 | 2017 | 2018 | 2019 | 2020 | 2021 | 2022 |